# معهد اللاهوت في أذربيجان
معهد اللاهوت الأذربيجاني يقع في باكو.هو مؤسسة للتعليم العالي.رئيس المعهد هو جيهون محمدوف.تم تأسيسها وفقًا لمرسوم رئيس جمهورية أذربيجان بتاريخ 9 فبراير 2018.أقيم حفل افتتاح معهد علم اللاهوت الأذربيجان في 17 سبتمبر 2018.

## تاريخ المعهد
هناك ثلاث كرسي وكلية واحدة في المعهد.يتم التدريس باللغة الاذربيجانية.
ومن المتوقع أن تشارك في المعهد الإدارات والطلاب الناطقون بالروسية والإنكليزية والعربية من مختلف البلدان حول العالم.
هناك تخصصات الدراسات الإسلامية والدراسات الدينية في المعهد.
في حفل الافتتاح في 17 سبتمبر 2018 ، رئيس قسم العلاقات العرقية والتعددية الثقافية والشؤون الدينية في الإدارة الرئاسية إتيبار نجافوف، رئيس لجنة الدولة للعمل مع المنظمات الدينية مبيريز غوربانلي، رئيس اللجنة البرلمانية المعنية بالجمعيات العامة والمنظمات الدينية سيوافوش نوفروزوف، رئيس مجلس إدارة المؤسسة، الطيار الترايكول، رؤساء الجماعات الدينية العاملة في أذربيجان ومسؤولين آخرين.

## رئيس المعهد
في 31 مايو 2018 ، بموجب مرسوم الرئيس إلهام علييف، تم تعيين جيهون محمدوف رئيسا لهذا المعهد.
تم تعيين أول نائب رئيس عام لمعهد اللاهوت في 13 سبتمبر 2018.عُيّن البروفيسور موباريز جمالوف نائباً لرئيس الجامعة للتعليم.دكتوراه الفلسفة في اللاهوت عين عاقل شيرينوف مديراً للعلم والابتكار بموجب مرسوم رئيس لجنة الدولة للعمل مع المنظمات الدينية، مبارز قربانلي.

## الهدف
الهدف هو ضمان الحفاظ على البيئة الدينية والروحية العالية وتطويرها، استناداً إلى التقاليد التاريخية للشعب الأذربيجاني والعواقب المنطقية لسياسة الدولة، وتدريب الموظفين المؤهلين تأهيلاً عالياً في تنظيم الأنشطة الدينية.